# Elisa Montés
Elisa Montés, pseudonimo di Elisa Rosario Ruiz Penella (Granada, 15 dicembre 1934 – Madrid, 9 ottobre 2024), è stata un'attrice spagnola.

## Biografia
Battezzata col nome Elisa Rosario Valeriana Angustias Francisca de la Santísima Trinidad, era figlia del politico Ramón Ruiz Alonso e di Magdalena Penella Silva,  pronipote di Manuel Penella Raga e nipote di Teresita Silva; inoltre era sorella delle attrici Emma Penella e Terele Pávez.
Prese il suo cognome artistico dalla famosa opera del nonno, il compositore Manuel Penella Moreno, El gato montés. Per gran parte degli anni '50 recitò sul palcoscenico, tra cui l'Enrico IV di Luigi Pirandello diretta da José Tamayo al Teatro Español di Madrid. Al cinema debuttò nel 1954 e apparve assiduamente in diversi film in alcune interpretazioni di rilievo e facendo anche un'apparizione nel cinema italiano in Noi siamo le colonne dove ha il ruolo di Sofia Barigozzi. Negli anni '60 prese parte a diverse coproduzioni avventurose, peplum e spaghetti western iniziando anche a collaborare con la televisione spagnola prendendo parte ad alcune serie (tra le quali Tragedias de la vida vulgar) e facendo parte del cast di El Irreal Madrid, diretto da Valerio Lazarov (1969).
In seguito diradò le sue interpretazioni cinematografiche (alcune anche in Germania) per concentrarsi sul teatro: da notare El baile de los ladrones e La herida del tiempo (1960), La noche de los cien pájaros (1972), Es mentira (1980) e Las prostitutas os precederán en el reino de los cielos (1984), diretta da José Luis Martín Descalzo, un monologo che rappresenterà per dieci anni con notevoli esiti di critica e pubblico.
Nel 1991 ritornò sul grande schermo partecipando ad altri due film, tra i quali Mar de luna con protagonista la figlia Emma Ozores, e la serie di Antena 3 Hermanos de leche. 
Nel marzo 2017 fu ospite d'onore di una puntata della quinta edizione della versione spagnola del Grande Fratello VIP (Gran Hermano VIP), dove la figlia Emma (Guadalix de la Sierra) era tra i concorrenti.

## Vita privata
Fu sposata dal 1960 al 1969 con l'attore Antonio Ozores. Anche la loro figlia, Emma Ozores, si è dedicata alla recitazione.

## Filmografia

### Cinema
- Elena, regia di Jesús Pascual (1954)
- El mensaje, regia di Fernando Fernán Gómez (1954)
- Once pares de botas, regia di Francisco Rovira Beleta (1954)
- Las últimas banderas, regia di Luis Marquina (1954)
- Marta, regia di Francisco Elías (1955)
- La vida en un bloc, regia di Luis Lucia (1956)
- Noi siamo le colonne, regia di Luigi Filippo D'Amico (1956)
- El batallón de las sombras, regia di Manuel Mur Oti (1957)
- Faustina, regia di José Luis Sáenz de Heredia (1957)
- El aprendiz de malo, regia di Pedro Lazaga (1958)
- El puente de la paz, regia di Rafael J. Salvia (1958)
- Ana dice sí, regia di Pedro Lazaga (1959)
- Las dos y media y... veneno, regia di Mariano Ozores (1959)
- Llegaron los franceses, regia di Hugo Fregonese (1959)
- El casco blanco, regia di Pedro Balañá e Tony Saitor (1959)
- Tôgyû ni kakeru otoko, regia di Toshio Masuda (1960)
- Mara, regia di Miguel Herrero (1961)
- El amor empieza en sábado, regia di Victorio Aguado (1961)
- Salto mortal, regia di Mariano Ozores (1962)
- Su alteza la niña, regia di Mariano Ozores (1962)
- La cuarta ventana, regia di Julio Coll (1963)
- Allegra gioventù (Alegre juventud), regia di Mariano Ozores (1963)
- L'implacabile Lemmy Jackson (Tela de araña), regia di José Luis Monter (1963)
- Suspendido en sinvergüenza, regia di Mariano Ozores (1963)
- Eva 63, regia di Pedro Lazaga (1963)
- Spionaggio a Gibilterra (Gibraltar), regia di Pierre Gaspard-Huit (1964)
- Ercole, Sansone, Maciste e Ursus gli invincibili, regia di Giorgio Capitani (1964)
- La hora incógnita, regia di Mariano Ozores (1964)
- I due toreri, regia di Giorgio Simonelli (1965)
- Erik il vichingo, regia di Mario Caiano (1965)
- Due mafiosi contro Goldginger, regia di Giorgio Simonelli (1965)
- Django killer per onore (El proscrito del Rio Colorado), regia di Maury Dexter (1965)
- Per un dollaro di gloria, regia di Fernando Cerchio (1966)
- 7 dollari sul rosso, regia di Alberto Cardone (1966)
- Texas addio, regia di Ferdinando Baldi (1966)
- Hoy como ayer, regia di Mariano Ozores (1966)
- Layton... bambole e karatè (Carré de dames pour un as), regia di Jacques Poitrenaud (1966)
- Il ritorno dei magnifici sette (Return of the Seven), regia di Burt Kennedy (1966)
- La isla de la muerte, regia di Ernst von Theumer (1967)
- Il cobra, regia di Mario Sequi (1967)
- 99 donne (Der heiße Tod), regia di Jesús Franco (1968)
- I vigliacchi non pregano, regia di Mario Siciliano (1968)
- Sumuru regina di Femina (Die sieben Männer der Sumuru), regia di Jesús Franco (1969)
- Estudio amueblado 2.P., regia di José Maria Forqué (1969)
- L'araucana, massacro degli dei (La Araucana), regia di Julio Coll (1971)
- Capitan Apache (Captain Apache), regia di Alexander Singer (1971)
- Allarme a Scotland Yard: 6 omicidi senza assassino! (Der Todesrächer von Soho), regia di Jesús Franco (1971)
- El chulo, regia di Pedro Lazaga (1974)
- Ambiciosa, regia di Pedro Lazaga (1975)
- Fulanita y sus menganos, regia di Pedro Lazaga (1976)
- El francotirador, regia di Carlos Puerto (1978)
- Carne apaleada, regia di Javier Aguirre (1978)
- El último guateque, regia di Juan José Porto (1978)
- Der Tiefstapler, regia di Karl-Heinz Bieber (1978)
- Lady Lucifera (Polvos mágicos), regia di José Ramón Larraz (1980)
- Das Luftschiff, regia di Rainer Simon (1983)
- Martes de carnaval, regia di Fernando Bauluz e Pedro Carvajal (1991)
- Mar de luna, regia di Manolo Matji (1994)

### Televisione
- Gran Teatro – serie TV, 2 episodi (1962)
- Tragedias de la vida vulgar – serie TV, 10 episodi (1964-1965)
- Teatro de humor – serie TV, un episodio (1965)
- Novela – serie TV, 3 episodi (1966-1972)
- La familia Colón – serie TV, un episodio (1967)
- Estudio 1 – serie TV, 4 episodi (1969-1973)
- A través de la niebla – serie TV, un episodio (1971)
- Ficciones – serie TV, un episodio (1972)
- Verano azul – serie TV, 12 episodi (1981-1982)
- IOB Spezialauftrag – serie TV, un episodio (1981)
- Sangue blu (Blaues Blut) – serie TV, un episodio (1988)
- Habitación 503 – serie TV, un episodio (1994)
- Hermanos de leche – serie TV, 18 episodi (1994-1995)
- Muchachada nui – serie TV, un episodio (2009)

## Doppiatrici italiane
Nelle versioni italiane dei suoi film, Elisa Montés è stata doppiata da:
- Mirella Pace in Django killer per onore
- Melina Martello in 7 dollari sul rosso
- Vittoria Febbi ne I vigliacchi non pregano
- Livia Giampalmo in Capitan Apache